# Play Harder
Play Harder je druhé EP americké EDM/Dubstepové skupiny Krewella. Bylo vydáno 10. prosince 2012. Album obsahuje singl Come & Get It, 3 remixy singlu Alive a 4 remixy singlu Killin' It.

## Seznam skladeb
| Pořadí         | Název                                            | Délka |
| -------------- | ------------------------------------------------ | ----- |
| 1.             | Come & Get It                                    | 3:25  |
| 2.             | Alive (Cash Cash & Kalkutta Remix)               | 5:32  |
| 3.             | Alive (Pegboard Nerds Remix)                     | 5:15  |
| 4.             | Alive (Jakob Liedholm Remix)                     | 6:15  |
| 5.             | Killin' It (Mutrix Remix)                        | 4:20  |
| 6.             | Killin' It (KillaGraham Remix)                   | 4:05  |
| 7.             | Killin' It (Dirtyphonics Remix)                  | 4:11  |
| 8.             | Killin' It (DJ Chuckie Remix) (DJ Chuckie Vocal) | 6:37  |
| Celková délka: | Celková délka:                                   | 39:40 |